# محب للدهن
محب للدهن عبارة عن خاصية تشير إلى قابلية المركب الكيماوي لإذابة الدهون، والزيوت، والشحوم، والمذيبات غير القطبية مثل الهكسان والتولوين.
هذه المذيبات غير القطبية هي بحد ذاتها محبة للدهن. فالمواد المحبة للدهن تذوب في مواد أخرى محبة للدهن. بينما المواد الشرهة للماء تميل للانحلال في الماء والمواد المحبة للماء أيضاً. والمصطلحان محب للدهن وكاره للماء ليسا مترادفان، وكمثال على ذلك السيليكون الكاره للماء ولكنه كاره للدهن أيضاً.

## الروابط الكيميائية
تتفاعل المواد المحبة للدهن مع بعضها ومع المواد الأخرى بروابط فان دير فالس. وليس لها القدرة على تشكيل روابط هيدروجينية. وعندما يحاط جزيء من مادة محبة للدهن بالماء، فإن جزيئات الماء المحيطة تتحول إلى بنية مشابهة لبنية الثلج، هذا الحدث غير المستقر تيرموديناميكياً يدفع المواد الدهنية أو الزيتية خارجا من الماء. وهكذا فالمواد المحبة للدهن تميل إلى عدم الذوبان في الماء.

## ثبت المراجع
1. ↑  Compendium of Chemical Terminology, lipophilic, accessed 15 Jan 2007. نسخة محفوظة 03 مارس 2016 على موقع واي باك مشين.